# سد انژاکا
سد انژاکا (به لاتین: Injaka Dam) یک سد در آفریقای جنوبی است که در Bushbuckridge, Mpumalanga واقع شده‌است.